# Люта (Брестская область)
Лю́та (бел. Люта) — деревня в Брестском районе Брестской области Белоруссии. Входит в состав Лыщицкого сельсовета.

## География
Находится в 5 км по автодорогам к северу от центра сельсовета, деревни Новые Лыщицы, и в 30 км по автодорогам к северо-западу от центра Бреста, граничит с деревней Малые Зводы. Имеются кладбище, школа-интернат.

## История
В XIX веке — деревня в составе имения Сегеневщина в Брестском уезде Гродненской губернии, принадлежавшего Р. Гажицу. В 1870 году деревня была в составе Остромечевского сельского общества. В 1905 году — в Лыщицкой волости Брестского уезда.
После Рижского мирного договора 1921 года — в составе гмины Лыщицы Брестского повята Полесского воеводства Польши, 38 дворов.
С 1939 года — в составе БССР.
В 2012 году освящён храм святителя Николая Чудотворца.

## Население
На 1 января 2018 года насчитывалось 139 жителей в 64 домохозяйствах, из них 33 младше трудоспособного возраста, 66 — в трудоспособном возрасте и 40 — старше трудоспособного возраста.